# Małdyty (gmina)
Małdyty est une gmina rurale du powiat de Ostróda, Varmie-Mazurie, dans le nord de la Pologne. Son siège est le village de Małdyty, qui se situe environ 29 km au nord-ouest d'Ostróda et 52 km à l'ouest de la capitale régionale Olsztyn.
La gmina couvre une superficie de 188,94 km2 pour une population de 6 281 habitants.

## Géographie
La gmina inclut les villages de Bagnity, Bartno, Budwity, Budyty, Dobrocin, Drynki, Dziśnity, Fiugajki, Gizajny, Ględy, Gumniska Małe, Gumniska Wielkie, Jarnołtówko, Jarnołtowo, Kadzie, Karczemka, Kęty, Kiełkuty, Klonowy Dwór, Koszajny, Kozia Wólka, Kreki, Leśnica, Leszczynka Mała, Linki, Małdyty, Naświty, Niedźwiada, Plękity, Pleśno, Połowite, Rybaki, Sambród, Sambród Mały, Sarna, Sasiny, Smolno, Sople, Surzyki Małe, Surzyki Wielkie, Szymonówko, Szymonowo, Wielki Dwór, Wilamówko, Wilamowo, Wodziany, Zajezierze, Zalesie et Zduny.
La gmina borde les gminy de Miłomłyn, Morąg, Pasłęk, Rychliki, Stary Dzierzgoń et Zalewo.